# Elodie Gabias
Elodie Gabias (Waregem, 23 mei 1997) is een Vlaamse influencer.

## Biografie
In 2022 en 2023 was ze genomineerd voor De Jamies in categorie van beste online comedy. In 2023 haalde ze de 3de plaats. In 2022 deed ze mee aan Klopjacht Celebs samen met Jonatan Medart. In 2023 werd ze door het grote publiek meer bekend door haar deelname aan De Verraders. Ook was ze te zien in The Big Bang met Julie Vermeire en liet ze haar woning zien aan Bart Appeltans in Huis Gesmaakt.

## Televisie
- Klopjacht Celebs (2022) - als zichzelf samen met Jonatan Medart
- De Jamies (2022-2023)
- The Big Bang (2023) - als zichzelf samen met Julie Vermeire
- Onderhuids (2023) - als Elodie[2]
- De Verraders (2023) - als zichzelf
- Huis Gesmaakt (2023) - als zichzelf
- Iedereen Beroemd (2025), ze modereert het item De Apostoelendans